# مونه‌یوشی توکوگاوا
مونه‌یوشی توکوگاوا (انگلیسی: Muneyoshi Tokugawa; ۳۱ مهٔ ۱۸۹۷ – ۱ مهٔ ۱۹۸۹) فرد نظامی، کنت (عنوان) در نیروی زمینی امپراتوری ژاپن اهل ژاپن بود. او از خاندان هیتوتسوباشی توکوگاوا بود.